# Wilhelm Spindler (Politiker, 1893)
Wilhelm Ferdinand Spindler (* 21. Mai 1893 geboren als Wilhelm Kern in Landau in der Pfalz; † 27. Dezember 1937 in Forst an der Weinstraße) war ein bayerischer Politiker.
Spindler war Mitglied der Bayerischen Volkspartei und hatte 1932/33 einen Sitz im Bayerischen Landtag; kandidiert hatte er im Wahlkreis Germersheim.
Er machte 1911 in Landau sein Abitur und studierte anschließend Volkswirtschaftslehre in München und Berlin. Von 1914 bis 1918 zog er als Soldat in den Ersten Weltkrieg. Nach dem Krieg, 1924 adoptiert von seinem gleichnamigen Onkel, lebte er in Forst und führte hier ein Weingut.
Spindler hatte einige weitere Ämter inne: er war Vorsitzender des Pfälzer Bauernvereins, Vorsitzender der Kreisbauernkammer Pfalz, Vorstandsmitglied der Vereinigung der deutschen christlichen Bauernvereine und Vorsitzender des Vereins der Naturweinversteigerer der Rheinpfalz, der später im Verband Deutscher Prädikatsweingüter (VDP) aufging.